# Zdeněk Dvořáček
Zdeněk Dvořáček (24. října 1929, Šlapanice – 16. ledna 1988, Šlapanice) byl český malíř a grafik, jeden ze zakladatelů uměleckého sdružení Q Brno.

## Životopis
V letech 1949 až 1953 vystudoval Vysokou školu výtvarných umění v Bratislavě, obor krajinomalba. Jeho učitelem byl Willy Nowak a Bedřich Hoffstädter. Krátce před ukončením školy byl zatčen příslušníky StB a následně odsouzen v procesu s protirežimní skupinou Brno POP na pět let vězení v jáchymovském nápravném táboře. Domů se vrátil v roce 1958 s podlomeným zdravím.
Nejdřív pracoval ve šlapanické továrně na lepenky, pak zakotvil v Grafii v Brně, kde vytvořil stovky grafických návrhů firemních katalogů, plakátů, reklamních předmětů, nebo firemních log. Navrhoval také podobu některých turistických odznáčků a je autorem tehdejšího loga pivovaru Hostan.

## Tvorba

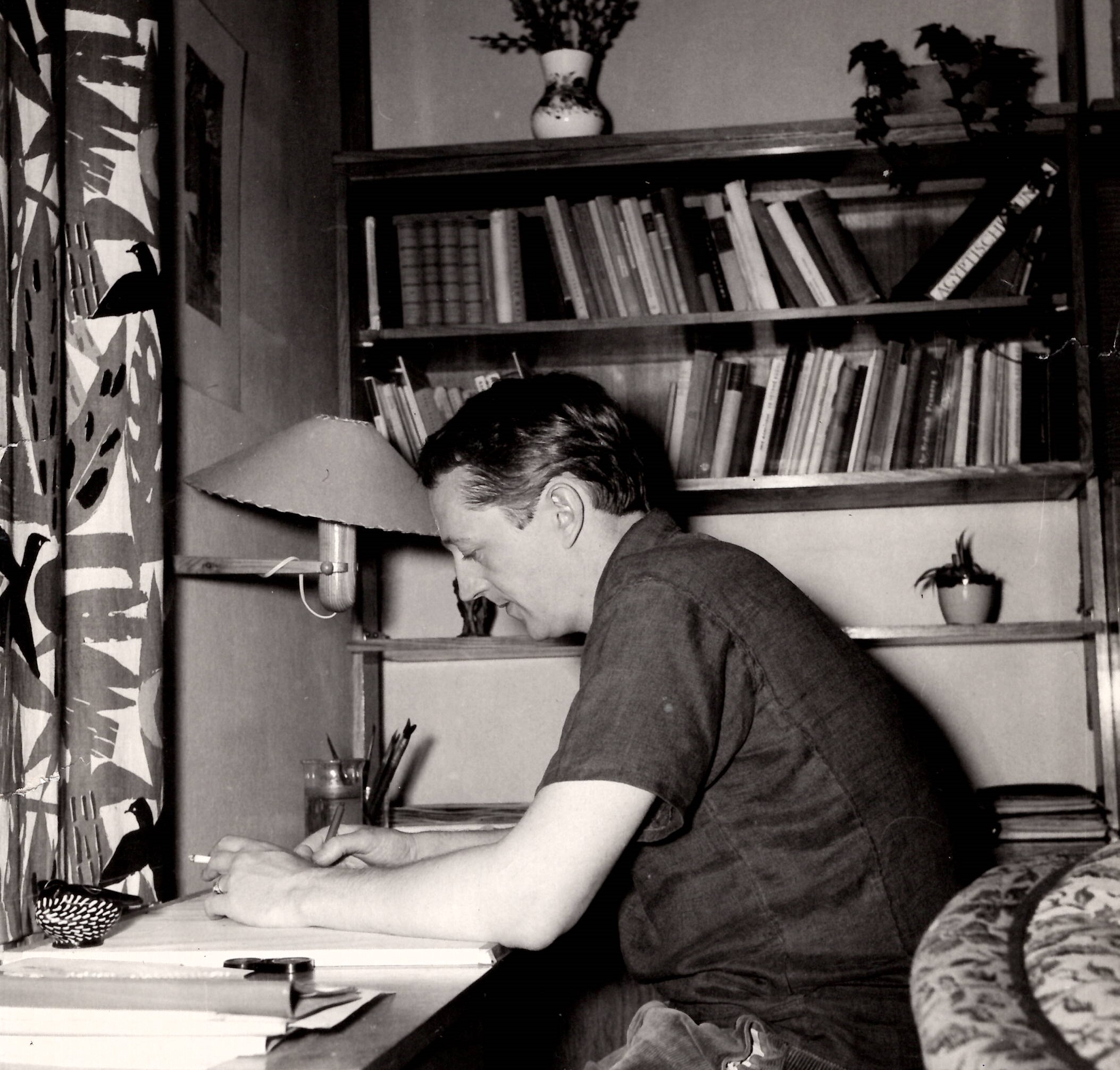
Zdeněk Dvořáček při prácí (1970).

Ústředním Dvořáčkovým tématem je krajina. Byl prasynovcem akademického malíře Aloise Kalvody a jeho tvorba mu byla blízká. V 60. letech se Dvořáčkova realisticky pojatá krajina postupně kubizuje, barevnost nabírá na intenzitě, a postupně krystalizuje do jeho vlastního uměleckého vyjádření. Dalšími Dvořáčkovými tématy jsou člověk a základní otázky jeho bytí, folklór, momenty z běžného života, nebo fascinace hudbou.
Umělecky čerpal z Jana Kotíka, Jana Zrzavého, Paula Kleeho, nebo Rudolfa Kremličky.
Dvořáček byl nesmírně pilný malíř, často tvořil i 16 hodin denně. Jeho tvorba obsahuje téměř 300 obrazů, tisíce skic a perokreseb, stovky reklamních grafik, několik knižních ilustrací (nevydaných) a čtyři nedokončené cykly obrazů (Štíty a totemy, Zvěrokruh, Ptáci, Starý zákon).
Dvořáčkovo umělecké vyjádření po celou dobu jeho tvorby neustále krystalizovalo, a tak jeho předčasný odchod zanechal jeho dílo nedokončené.